# Godło Republiki Ałtaju

Godło Republiki Ałtaju

 Godło Republiki Ałtaju – narodowy symbol Ałtaju, przyjęty oficjalnie przez parlament republiki 6 października 1993 roku.

## Historia i symbolika
Godło Ałtaju ma formę okrągłej niebieskiej tarczy ze złotym otokiem. Kolor ten jest symbolem wiecznie błękitnego nieba nad krajem. Góry w godle przedstawiają łańcuch górski Ałtaju, razem z ich najwyższym szczytem Biełuchą/Kadyn-Baży (4506 m n.p.m.) i jego dwoma najwyższymi wierzchołkami: wschodnim (4506 m n.p.m.) i zachodnim (4400 m n.p.m.). Mają one symbolizować piękno oraz potęgę ałtajskiej ojczyzny.  
Głównym elementem godła jest gryf, ałtajski odpowiednik buddyjsko-hinduistycznego Garudy. W języku ałtajskim nazywa się on Kan-Kerede (ros. Кан-Кереде). Jest to stworzenie o głowie i skrzydłach ptaka oraz ciele lwa. Zwierzę to ma czuwać nad pokojem, szczęściem i dostatkiem Ałtaju. Jest także patronem dzikiej zwierzyny oraz całej natury. W ostatnich latach pojawiły się jednak kontrowersje, czy aby na pewno stworzenie to powinno widnieć w godle republiki. Jego przeciwnicy twierdzą, że według miejscowych wierzeń, stworzenie to jest związane ze śmiercią, a więc może przynosić krajowi kłopoty i nieszczęścia. Zwracają uwagę na katastrofy naturalne, które po 1993 roku nawiedzały republikę, w tym silne trzęsienie ziemi (7,3 w skali Richtera z 27 września 2003 roku). Obrońcy godła odpowiadają, że Kan-Kerede widniał na tarczach używanych w przeszłości przez wojowników ałtajskich i powinien być traktowany jako opiekun kraju, a nie jego przekleństwo. Najstarsze wizerunki tego stworzenia znajdowane w regionie pochodzą z VI - IV wieku p.n.e. i były odnajdywane w kurhanach Pazyryku.
Ornament w dolnej części godła symbolizuje dwie największe rzeki Republiki Ałtaju: Katuń oraz Biję z ich dopływami. Między nimi złote domowe ognisko – symbol wiecznotrwałej ojczyzny. Spienione fale pod nim oznaczają Jezioro Teleckie. 
Godło jest oficjalnie zarejestrowane pod numerem 187 w Rejestrze Heraldycznym Federacji Rosyjskiej.